# Quartinia punctulata
Quartinia punctulata är en stekelart som beskrevs av Schulthess 1930. Quartinia punctulata ingår i släktet Quartinia och familjen Masaridae. Inga underarter finns listade i Catalogue of Life.